# Miss Distrito Federal 2013
Miss Distrito Federal 2013 foi a 52ª edição do concurso que escolheu a melhor candidata brasiliense para representar o Distrito Federal e sua cultura no Miss Brasil. O evento contou com a presença de vinte candidatas de diversas regiões administrativas do Distrito Federal. A noite final da competição foi televisionada para toda a sociedade através da Band Brasília.
Tamiris Rodrigues, vencedora da edição de 2012 e quinta colocada no Miss Brasil do mesmo ano, coroou sua sucessora ao título no final do evento. O mesmo ocorreu no famoso e tradicional Centro de Convenções Ulysses Guimarães com a presença ilustre da Miss Brasil 2012, Gabriela Markus. Coube ao cantor revelado pelo The Voice Brasil Daniel Guahyba animar o evento.

## Resultados

### Colocações
| Posição                 | Representação e Candidata |
| Miss Distrito Federal   | - Taguatinga - Nathalia Costa |
| 2º. Lugar               | - Santa Maria - Marina Guedes |
| 3º. Lugar               | - Núcleo Bandeirante - Bárbara Vallim |
| 4º. Lugar               | - Sudoeste - Cláudia Cárttori |
| 5º. Lugar               | - Paranoá - Edna Mathias |
| (TOP 10) Semifinalistas | - Águas Claras - Jéssica Freitas - Comerciária - Jéssica Narrara - Jardim Botânico - Jéssica Duarte - Samambaia - Stephanie Amaro - Vicente Pires - Stephanie Marchini |

### Prêmios Especiais
Não houve premiações dadas às candidatas este ano.

## Representação e Candidata
| - Águas Claras - Jéssica Freitas - Candangolândia - Manuela Lima - Comerciária - Jéssica Narrara - Cruzeiro - Daniela Almeida - Estrutural - Rayssa Fabiane - Gama - Raquel Alves - Guará - Mairrana Maia - Jardim Botânico - Jéssica Duarte - Lago Norte - Alessandra Silveira - Lago Sul - Carolina Matos | - Núcleo Bandeirante - Bárbara Vallim - Paranoá - Edna Mathias - Recanto das Emas - Najla Souza - Riacho Fundo - Rafaela Longuinho - Riacho Fundo II - Tassila Medeiros - Samambaia - Stephanie Amaro - Santa Maria - Marina Guedes - Sudoeste - Ana Cláudia Cárttori - Taguatinga - Nathalia Costa - Vicente Pires - Stephanie Marchini |

## Ver Também
- Miss Distrito Federal
- Miss Distrito Federal 2014
- Miss Brasil
- Miss Brasil 2013